# Jugendmusik Lackenbach
Die Jugendmusik Lackenbach wurde 1973 vom Musiklehrer und ehemaligen Direktor der Musikschule Oberpullendorf, Michael Wild, gegründet und umfasst etwa 30 aktive junge Musiker, die aus Lackenbach und den verschiedenen Gemeinden des Bezirkes Oberpullendorf kommen.
Die Jugendmusik Lackenbach unternahm bislang 26 Auslandstourneen, davon zweimal nach Asien, dreimal nach Amerika und in 21 Mal in europäische Staaten.
Neben Konzerten im Markusdom von Venedig, im UN-Hauptquartier New York oder in Disney World/Florida stellt die vorletzte Konzerttournee in die Volksrepublik China einen Höhepunkt der bisherigen internationalen Aktivitäten dar.
Anlass waren die Jubiläumsfeierlichkeiten zum 25-jährigen Bestehen der diplomatischen Beziehungen zwischen der Volksrepublik China und der Republik Österreich.
Die Jugendmusik Lackenbach wurde als offizieller Botschafter ins Reich der Mitte geladen.
Die bisher letzte Auslandsreise machte die Jugendmusik Lackenbach in die Vereinigten Staaten zum Blue Lake Fine Arts Camp.
Michael Wild wurde auf Grund seiner besonderen Verdienste um die Gemeinde Lackenbach, am 31. August 2008 anlässlich des Festaktes "35 Jahre Jugendmusik Lackenbach" im Schloss Lackenbach, das "Große Ehrenzeichen der Gemeinde Lackenbach" verliehen.
Am 29. März 2015 legte Michael Wild seine Funktion als Leiter der JML zurück. Der langjährige Musikant und Funktionär Marco Horvath wurde zu seinem Nachfolger ernannt. Wild wurde vom Vorstand der JML als Ehrenkapellmeister angenommen.

## Tourneen und Auslandsauftritte
- 1974 Italien: Feste delle Arti dell'Austria
- 1975 Frankreich: Comité de Fêtes des Arts de Nice
- 1977 Ungarn: Magyarország-Barátság Kőszeg
- 1978 Schweden: Musikskola Kungsbacka
- 1979 Kanada – USA: Blue Lake Intern. Exchange Program
- 1980 Italien: Associazione Musicale Romana
- 1980 Frankreich: Amicale Folklorique Internazionale
- 1981 Deutschland: Musikverein Unlingen
- 1982 Tschechoslowakei: Blasorchester Mistříňanka
- 1983 Israel: Israelischer Städteverband
- 1984 Italien: Deutsch-Italienische Kulturgesellschaft
- 1985 Tschechoslowakei: Kmochův Kolín Festival
- 1985 Deutschland – Frankreich – Belgien: Int. Festival Mechelen
- 1986 Ungarn: Stadtkulturamt Sopron
- 1986 Deutschland: Franz Liszt Verein
- 1986 Tschechoslowakei: Kmochův Kolín Festival
- 1987 Belgien – England: Weltfestival der Folklore Schoten
- 1987 Italien: Concorso Folcloristico Internazionale Gorizia
- 1988 Ungarn: ORF-Produktion
- 1989 Türkei: Uluslararası Int. Folcfestival Bursa
- 1990 Ungarn: Master Class Maurice Andre
- 1991 Deutschland: Bayreuther Kulturamt
- 1991 USA – Kanada: Blue Lake
- 1992 Deutschland: Bavaria Filmstudios
- 1992 Deutschland: ARD-MDR Roth Festival
- 1993 Ungarn: MTV Baja-Festival
- 1994 Norwegen – Schweden: Musicskola Kungeälv
- 1996 China: Kulturabteilung der VR China
- 1997 Italien: Fremdenverkehrsabt. Bgld. Landesregierung
- 1997 Russland: Moscow Country Club Russia (Eröffnung)
- 1998 Österreich: 25 Jahre JML – Jubiläumstournee
- 1999 Brasilien: ABRA SOFFA Folklore Festival
- 2002 Tschechien: Ausflug
- 2003 USA: Blue Lake Fine Arts Camp